# The Light the Dead See
The Light the Dead See es el cuarto álbum de estudio del dueto inglés de producción de Richie Machin e Ian Glover, Soulsavers, producido y publicado en 2012 por el sello V2 Records.
Fue concebido por los dos integrantes de Soulsavers, con la colaboración del vocalista David Gahan, mucho más conocido por ser el cantante del grupo de música electrónica, Depeche Mode, quien escribió las letras y canta todo el álbum. La asociación surgió a raíz de la participación de Soulsavers como telonero durante algunos de los conciertos de la gira Tour of the Universe de Depeche Mode en 2009.
El proyecto sirvió como una aparición inédita de David Gahan en su trayectoria paralela a Depeche Mode, como solista y compositor. Apareció solo en formato digital de disco compacto, aunque en los sitios oficiales en Internet, tanto de Soulsavers como de Depeche Mode, se encuentra disponible al completo.

## Lista de canciones
| The Light the Dead See |                     |          |  |
| N.º                    | Título              | Duración |  |
| 1.                     | «La Ribera»         | 1:51     |  |
| 2.                     | «In the Morning»    | 3:33     |  |
| 3.                     | «Longest Day»       | 4:14     |  |
| 4.                     | «Presence of God»   | 3:45     |  |
| 5.                     | «Just Try»          | 4:03     |  |
| 6.                     | «Gone Too Far»      | 3:12     |  |
| 7.                     | «Point Supr Pt. 1»  | 1:41     |  |
| 8.                     | «Take Me Back Home» | 4:06     |  |
| 9.                     | «Bitterman»         | 4:51     |  |
| 10.                    | «I Can't Stay»      | 5:02     |  |
| 11.                    | «Take»              | 3:45     |  |
| 12.                    | «Tonight»           | 5:08     |  |